# Лавров, Иван Михайлович (дипломат)
Ива́н Миха́йлович Лавро́в (25 ноября 1912 — 23 ноября 1985) — советский дипломат. Чрезвычайный и полномочный посол.

## Биография
Член ВКП(б). На дипломатической работе с 1941 года.
- В 1941—1942 годах — сотрудник Посольства СССР в Иране.
- В 1942—1944 годах — сотрудник Посольства СССР в Турции.
- В 1944—1949 годах — сотрудник центрального аппарата НКИД (с 1946 — МИД) СССР.
- В 1949—1955 годах — сотрудник аппарата Совета Министров СССР.
- В 1955—1957 годах — сотрудник центрального аппарата МИД СССР.
- В 1957—1960 годах — советник Посольства СССР в Австрии.
- В 1960—1962 годах — заместитель заведующего III Европейским отделом МИД СССР.
- В 1962—1965 годах — советник-посланник Посольства СССР в ФРГ.
- С 8 марта 1965 по 14 июня 1968 года — чрезвычайный и полномочный посол СССР в Мавритании.
- В 1968—1970 годах — на ответственной работе в центральном аппарате МИД СССР.
- С 29 декабря 1970 по 24 сентября 1979 года — чрезвычайный и полномочный посол СССР в Демократической Республике Конго (с 1971 — Заире).
- В 1979—1983 годах — на ответственной работе в центральном аппарате МИД СССР.

С 1983 года — в отставке.
Похоронен в Москве на Кунцевском кладбище.

## Награды
- 3 ордена Трудового Красного Знамени (в том числе 5 ноября 1945, 31 декабря 1966,  22 октября 1971[1])
- орден Дружбы народов (25 ноября 1982)
- медаль «За трудовую доблесть»
- другие медали

## Дипломатический ранг
Чрезвычайный и полномочный посол